# ヤンギユル
ヤンギユル (ラテン文字:Yangiyo‘l, Yangiyul、ウズベク語: Yangiyo‘l / Янгийўл、ロシア語: Янгиюль) はウズベキスタン・タシュケント州の都市である。州都のタシュケントからは南西に約28kmの位置にある。2012年の人口は77,331人となっている。「ヤンギヨル」、「ヤンギユリ」と表記されることもある。

## 概要
街の歴史は1899年、この地に「カウフマンスカヤ」というウズベキスタン鉄道の駅ができたことに始まる。それからしばらくはキシュラコムと呼ばれていたが、1934年に都市として設立された。 街の主な産業は織物、製紙、精油事業、菓子、ワイン、ウォッカなどの食品産業である。2002年の調査では、この都市の付近でヘロインのような注射薬物使用によりHIV感染が広まる事件が発生している。街の民族構成としてはウズベク人が多数を占めるほか、タジク人、カザフ人、ロシア人、タタール人、高麗人などが住んでいる。

## 交通
首都タシュケントのすぐ傍にあるため交通量が多い。街にはアジアハイウェイ7号線やタシュケントとタジキスタンのドゥシャンベを結ぶ高速道路M34が通っており、タシュケントからブハラやカルシへと続くウズベキスタン鉄道の駅がある。